# معاونت برنامه‌ریزی و نظارت راهبردی ریاست‌جمهوری ایران
معاونت برنامه‌ریزی و نظارت راهبردی ریاست‌جمهوری ایران در سال ۱۳۸۶ پس از انحلال سازمان مدیریت و برنامه‌ریزی تأسیس و بخشی از وظایف آن را به عهده گرفت. لازم به توضیح است که مطابق مصوبه شورای عالی اداری بخشی از مابقی وظایف آن سازمان به معاونت توسعه مدیریت و سرمایه انسانی رئیس‌جمهور تفویض شد. این معاونت در سال ۱۳۹۳ دوباره به سازمان مدیریت و برنامه‌ریزی کشور تبدیل گشت.